# Huile essentielle de lavande
L’huile essentielle de lavande est le liquide concentré et hydrophobe des composés aromatiques (odoriférants) volatils de la lavande vraie (Lavandula angustifolia) ainsi que de la lavande aspic (Lavandula latifolia). Ces huiles sont obtenues par extraction mécanique, entraînement à la vapeur d'eau ou distillation à sec. 
Encore assez peu étudiées par la méthode scientifique, leurs propriétés et leurs conditions optimales d'utilisation (posologie, voie d'administration, etc.) dans un but thérapeutique sont encore mal connues. Leurs effets secondaires sont eux aussi mal connus. 

## Essence de lavande

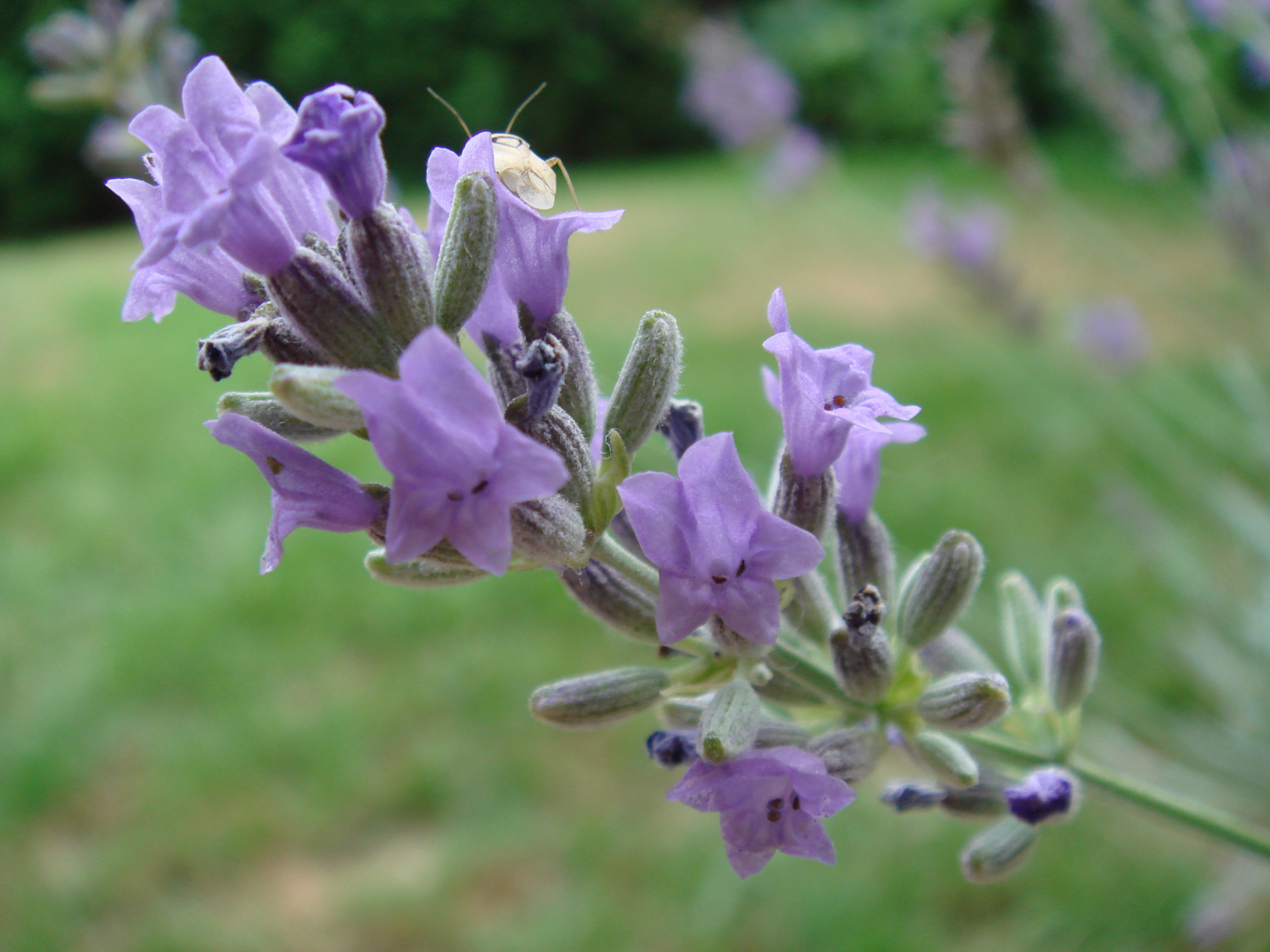
Fleurs de lavande.

L'huile essentielle de lavande est obtenue par distillation complète des sommités fleuries de la lavande vraie (Lavandula angustifolia). C'est un liquide jaune-vert pâle dont la très forte odeur est due aux linalols et surtout à l'acétate de linalyle. Outre son utilisation en parfumerie et cosmétique, elle s'utilise comme solvant du copal et de l'ambre dans la fabrication artisanale des vernis.
L'huile essentielle d'aspic provient de la distillation de la lavande aspic (Lavandula latifolia). Elle est plus foncée que l'essence de lavande, moins coûteuse et d'odeur moins agréable. Dans la fabrication des vernis artisanaux elle passe pour bien dissoudre le copal. Cette propriété est en partie due à la présence de camphre. 

## Production
Le phytoplasme du Stolbur a détruit 50 % de la transformation française en huile essentielle de lavande entre 2005 et 2010 la réduisant à entre 25 et 30 tonnes en 2011. La Bulgarie avec une fabrication de 45 tonnes en 2010 et entre 55 et 60 tonnes en 2011 est devenue le premier producteur mondial de lavande, devant la France. 
Les deux pays fournissent les trois quarts de la production internationale et entre 80 % et 90 % de l'huile essentielle de lavande bulgare est vendue en France.

## Rendement
Il faut environ 100 kg de plante fleurie pour produire 1 kg d'huile essentielle. La lavande est récoltée entre les mois de juillet et août.

## Composition moyenne
Composition de l'huile essentielle obtenue par chromatographie en phase gazeuse sur colonne capillaire.

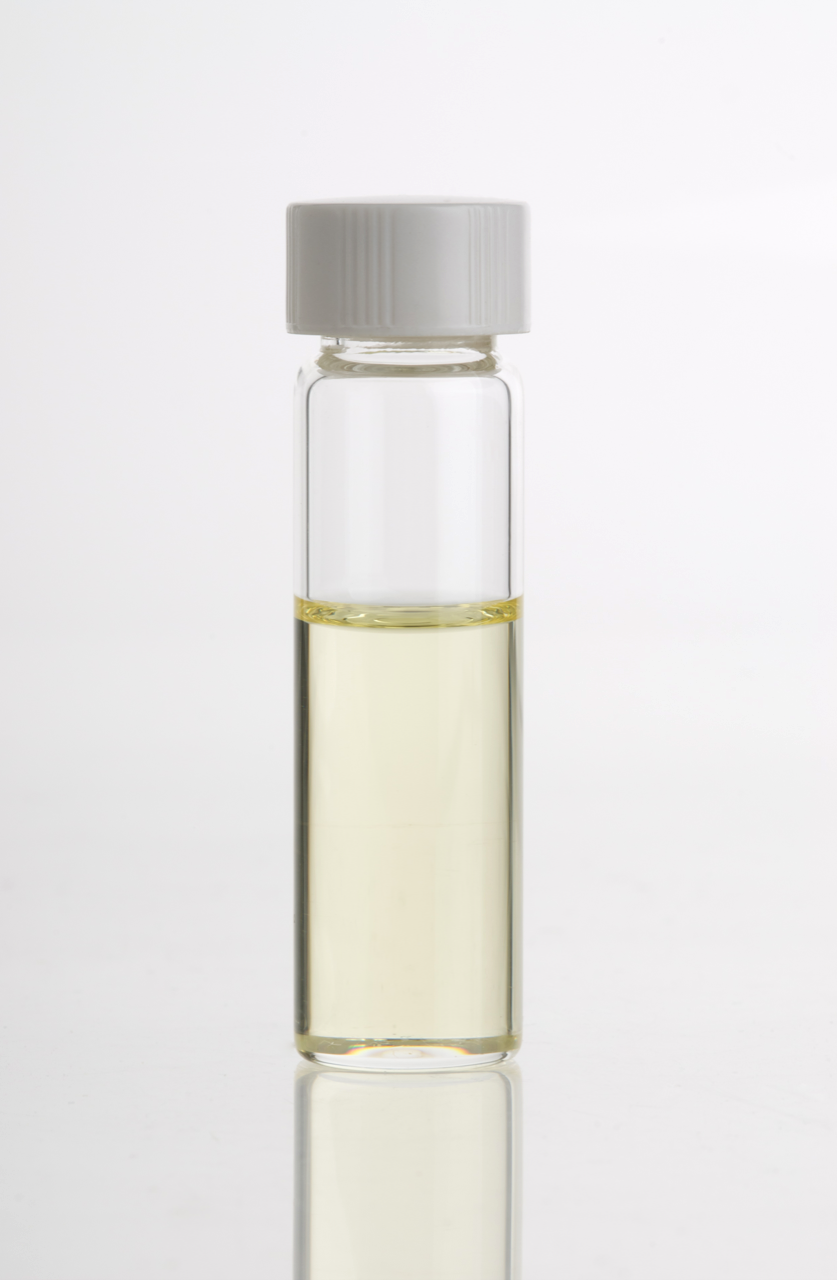
Huile essentielle de lavande.

| Famille                       | Composé                | Lavande officinale Lavandula angustifolia | Lavande aspic Lavandula latifolia |
| ----------------------------- | ---------------------- | ----------------------------------------- | --------------------------------- |
| Terpènes / Monoterpénols      | Linalol                | 28,92 %                                   | 49,47 %                           |
| Terpènes / Monoterpénols      | α-terpinéol            | 0,90 %                                    | 1,08 %                            |
| Terpènes / Monoterpénols      | γ-terpinéol            |                                           | 0,09 %                            |
| Terpènes / Monoterpénols      | Bornéol                |                                           | 1,43 %                            |
| Terpènes / Monoterpénols      | Iso-bornéol            |                                           | 0,82 %                            |
| Terpènes / Monoterpénols      | terpinène-4-ol         | 4,32 %                                    |                                   |
| Terpènes / Monoterpénols      | Nérol                  | 0,20 %                                    |                                   |
| Terpènes / Monoterpénols      | Lavandulol             | 0,78 %                                    |                                   |
| Terpènes / Esters terpéniques | Acétate de linalyle    | 32,98 %                                   |                                   |
| Terpènes / Esters terpéniques | Acétate de géranyle    | 0,60 %                                    |                                   |
| Terpènes / Esters terpéniques | Acétate de néryle      | 0,32 %                                    |                                   |
| Terpènes / Esters terpéniques | Acétate d'octène-3-yle | 0.65%                                     |                                   |
| Terpènes / Esters terpéniques | Acétate de lavandulyle | 4.52 %                                    |                                   |
| Terpènes / Monoterpène        | Myrcène                | 0.46 %                                    | 0.41 %                            |
| Terpènes / Monoterpène        | α-pinène               |                                           | 0.54 %                            |
| Terpènes / Monoterpène        | β-pinène               |                                           | 0.33 %                            |
| Terpènes / Monoterpène        | Camphène               |                                           | 0.30 %                            |
| Terpènes / Monoterpène        | E-β-ocimène            | 3.09 %                                    |                                   |
| Terpènes / Monoterpène        | Z-β-ocimène            | 4.44 %                                    |                                   |
| Terpènes / Monoterpène        | β-phellandrène         | 0.12 %                                    |                                   |
| Terpènes / Oxydes terpèniques | 1,8-cinéol             |                                           | 25.91 %                           |
| Terpènes / Sesquiterpènes     | β-caryophyllène        | 4.62 %                                    | 2.10 %                            |
| Terpènes / Sesquiterpènes     | β-farnésène            | 2.73 %                                    |                                   |
| Terpènes / Sesquiterpènes     | Germacrène             | 0.27 %                                    |                                   |
| Terpènes / Sesquiterpènes     | α-humulène             |                                           | 0.28 %                            |
| Cétones                       | Camphre                | 0.85 %                                    | 13.00 %                           |
| Cétones                       | Octanone-3             | 0.72 %                                    |                                   |
| Cétones                       | Cryptone               | 0,35 %                                    |                                   |

## Toxicité et perturbations hormonales
L'huile essentielle de lavande n'est pas une substance pure, et contient diverses molécules phytochimiques, incluant le linalol et l'acétate de linalyle. Ces deux derniers composés sont toxiques pour l'humain. Par conséquent, l'huile essentielle de lavande ne doit pas être ingérée, au risque de provoquer des symptômes d'empoisonnement incluant la détresse respiratoire, la confusion et des vomissements.
Appliquée sur la peau, cette huile essentielle peut provoquer des symptômes incluant une dermatite de contact et peut entraîner une augmentation de la pigmentation de la peau.
En 2007, les Instituts américains de la santé recommandent la prudence : l'huile essentielle de lavande a une activité œstrogénique ou anti-androgénique et perturbe le système hormonal des garçons prépubères, les mettant à risque de développer une gynécomastie, c'est-à-dire un développement excessif des seins.

## Utilisations
L'huile essentielle de lavande est proposée aussi bien en application cutanée qu'en inhalation pour soulager l'anxiété au cours des préparations médicales et anesthésiologiques préopératoires en chirurgie générale comme en chirurgie dentaire. C'est par voie transcutanée qu'elle agirait le plus efficacement[source insuffisante], en particulier en massage du plexus solaire. Elle possèderait des propriétés thérapeutiques antidépressives, antiseptiques, toniques, décongestionnantes et cicatrisantes[source insuffisante]. 
Aucune preuve scientifique n'établit l'intérêt de l'huile essentielle à visée antalgique, cependant quelques études de faible ampleur ont montré quelque résultat en chirurgie bariatrique et lors de césariennes.
En 2022, une revue de la littérature effectuée par Prescrire recense 6 études randomisées en double aveugle évaluant l'efficacité de gélules d'huile essentielle de lavande vraie dans les troubles anxieux versus placébo, paroxétine ou lorazépam. Les résultats étaient hétérogènes, avec une efficacité de faible ampleur chez certains patients. Aucun essai comparatif évaluant spécifiquement l'huile essentielle de lavande dans les troubles du sommeil n'avait été recensé. 